# Муравське
Муравське — селище в Золочівській громаді Богодухівського району Харківської області України. Населення становить 5 осіб.

## Географія
Селище Муравське примикає до села Одноробівка. Поруч із селом проходить залізниця, станція Муравський. На відстані 3 км від села проходить автомобільна дорога Т 2103.

## Історія
12 червня 2020 року, розпорядженням Кабінету Міністрів України № 725-р «Про визначення адміністративних центрів та затвердження територій територіальних громад Харківської області», увійшло до складу Золочівської селищної громади.
19 липня 2020 року, в результаті адміністративно-територіальної реформи та ліквідації Золочівського району, село увійшло до складу Богодухівського району.